# سوميتومو كيميكال
سوميتومو كيميكال سوميتومو كيميكال هي شركة يابانية. وهي عضوا في مجموعة سوميتومو، وهي مدرجة في مؤشر نيكاي 225. . وتعتبر الشركة واحدة من الشركات الكيماوية الكبرى في اليابان وتأسست في عام 1913.

## مراحل الشركة
- 1913 :اتخذ مجلس سوميتومو قرار بإقامة مصنع لإنتاج الأسمدة في إيهيمى لإنتاج السماد من ثاني أكسيد الكبريت المستخرجة من انبعاثات صهر النحاس.
- 1915: بدأ عمل المصنع.
- 1925: تم دمج شركة سوميتومو لصناعة الأسمدة المحدودة مع عملياتها في ما يعرف الآن إيهيمى الأشغال.
- 1934: شركة سوميتومو لصناعة الأسمدة تغير اسمها إلى شركة سوميتومو كيميكال المحدودة
- 1944: شركة سوميتومو كيميكال كومباني اليابانية تستحوذ على مصنغ الصبغ، وبدء عمل تجاري الكيميائية غرامة في أوساكا الأشغال والأعمال أويتا.
- 1949 م: سوميتومو كيميكال تتولى أعمال الألومنيوم لشركة سوميتومو صهر الألمنيوم المحدودة، ابتداء من إنتاج الألومنيوم من الألومينا.
- 1958: بدأت سوميتومو كيميكال عمليات البتروكيماويات في إيهيمى لها
- 1965: تم الانتهاء من مختبر أبحاث تاكتسوكي، بوصفه المختبر المركزي للشركة. وتم تأسيس شركة سوميتومو كيميكال شيبا المحدودة وبدأت عمليات البتروكيماويات في أشغال شيبا.
- 1971: تم تأسيس مركز البحوث تاكارازوكا لتعزيز أنشطة البحث والتطوير في مجال المستحضرات الصيدلانية والمواد الكيميائية الزراعية.
- 1976: عمليات الألومنيوم يتم نقلها التي شكلت حديثا إلى سوميتومو لصهر الألمنيوم المحدودة
- 1988: ، أنشئت في الأشغال أوساكا مختبر الكيمياء الحيوية وعلم السموم، والتي سميت فيما بعد إلى مختبر علوم الصحة البيئية
- 2002 سوميتومو كيميكال تاكيدا الزراعية المحدودة، وهي مشروع مشترك بين سوميتومو كيميكال وتاكيدا للصناعات الكيماوية المحدودة، .لإنتاج الكيماويات الزراعية
- عام 2010: سوميتومو كيميكال تأخذ حصتها من السوق الهندية في الكيماويات الزراعية .